# 이상한 막간극
《이상한 막간극》(Strange Interlude)은 미국의 작가 유진 오닐의 1928년 희곡이다. 발표된 해 연극 부문으로 퓰리처상을 수상하였다. 니나 리즈의 복잡한 인생과 사랑을 다룬 9막 드라마다. 혁신적인 무대 기법과 깊이 있는 심리 묘사를 통해 인간 본성을 탐구한다. 긴 러닝 타임과 내적 독백 기법이 특징이다.

## 개요
여주인공 니나는 전쟁으로 약혼자를 잃고 결혼한 남편에게 정신병의 피가 흐름을 안다. 억압된 그녀의 욕정은 남편 몰래 의사의 아이를 갖는다고 하는 비뚤어진 해결책을 구한다. 마침내 남편은 급사하고 자식도 성장하여 어머니 곁을 떠난다. 고독한 니나는 아버지뻘 애인에게 모든 것을 털어놓고 그 품에 얼굴을 묻는다.
20여 년에 이르는 여주인공의 애욕의 심리를 상연(上演)에만 5시간 이상이 걸리는 대작(大作)으로 만든 작가는 통상적 대사와 내심(內心)의 소리를 따로따로 구사하는 대담한 실험(實驗)을 시도하여 화제를 모았다.

## 공연 및 평가
유진 오닐의 〈이상한 막간극〉은 1928년 초연되었다. 공연 시간 다섯 시간에 달하는 방대한 분량, 성적 방종, 정신 질환, 낙태, 간통 등의 논란이 되는 주제로 유명하다. 오닐은 인물들의 내면 독백이라는 실험적인 접근법으로 복잡한 심리 사회적 주제를 탐구한다.
오닐은 주인공 니나 리즈의 복잡한 인생 여정을 따라가며, 그녀가 겪는 사랑, 배신, 그리고 자아 발견의 과정을 그린다. 니나는 전쟁으로 연인 고든을 잃고 상실감을 극복하기 위해 아버지 곁을 떠난다. 군인 병원에서 간호사로 일하며 여러 남자들과 친밀한 관계를 맺는다. 아버지의 죽음을 계기로 집에 돌아온 니나는 샘의 구애를 받아들이고 그와 결혼한다. 결혼 이후 니나의 삶은 예기치 못한 방향으로 흐른다. 니나는 1928년 뉴욕에서 초연되어 퓰리처상을 수상했다. 등장인물들이 독백 형태로 내면의 생각을 관객에게 직접 드러내는 방식은 매우 혁신적이었다. 이후 모더니즘 드라마에서 주로 사용되며 인물 심리를 효과적으로 표현하는 데 크게 기여했다.
첫 프로덕션부터 저녁 식사 시간 포함, 5시간 동안 이어지는 긴 연극으로 기획되었다. 오후 늦게 시작되어 중간에 저녁 식사를 위한 휴식 시간을 가진 후 다시 연극을 이어 갔다. 당시는 물로 현재도 매우 이례적인 시도다. 1932년에는 할리우드에서 영화로도 제작되었다. 니나 리즈 역에 노르마 쉬어러, 네드 대럴 박사 역에 클라크 게이블이 출연했다. 영화는 독백을 보이스오버로 처리하는 등으로 원작의 긴장감과 심리적 깊이를 유지하고자 했지만 연극의 긴 러닝 타임과 복잡한 심리 묘사를 모두 담아내는 덴 한계가 있었다.
1985년 런던 브로드웨이 리바이벌에서는 글렌다 잭슨이 주연을 맡았다. 이 버전은 텔레비전 드라마로도 각색되어 방영되었다. 오닐의 원문을 비교적 충실히 재현한 것으로 평가된다.
1963년 액터스 스튜디오가 제작, 컬럼비아 마스터웍스 레코드에 의해 1964년에 발매되었고, 이는 〈이상한 막간극〉은 유진 오닐의 작품 가운데 실험적이고 혁신적인 창작 세계를 보여 주는 중요한 예로서 특별한 위치를 차지한다.